# Atka (ville)
Pour les articles homonymes, voir Atka.
Atka est une ville de la région de recensement des Aléoutiennes occidentales en Alaska aux États-Unis,. En 2010, il y avait 61 habitants.

## Situation
Elle est située sur l'île Atka à 1 931 km au sud-ouest d'Anchorage  et à 563 km à l'ouest d'Unalaska dans les Îles Aléoutiennes.
La moyenne des températures va de −7 °C à 16 °C.

## Histoire
L'île a été occupée par les Aléoutes depuis au moins 2 000 ans ; des fouilles archéologiques ont montré des traces d'habitat préhistorique. Le premier contact avec les Russes s'est déroulé en 1747 et Atka devint un important comptoir de commerce ainsi qu'un port. En 1787 une grande partie des habitants chasseurs ont été employés pour le négoce de la fourrure. La communauté s'y est définitivement établie en 1860. Après l'extinction de la chasse à la loutre à la fin du XIXe siècle le village n'avait plus d'activité. Des troupeaux de rennes ont alors été introduits vers 1914.
Après l'attaque japonaise sur Unalaska en juin 1942, pendant la Seconde Guerre mondiale, le gouvernement américain a évacué la population vers Ketchikan et Atka fut entièrement détruite pour arrêter l'avance japonaise. Le village a été reconstruit après la guerre et les habitants invités à y retourner, tandis que les habitants d'Attu Station les rejoignaient à leur retour de captivité au Japon.
L'économie actuelle du village est une économie de subsistance et s'appuie aussi sur la pêche du flétan.

## Démographie
Lors du recensement de 2010, le village comptait une population de 61 habitants. Elle est estimée, en 2016, à 74 habitants.
| Groupe               | Atka | Alaska | États-Unis |
| -------------------- | ---- | ------ | ---------- |
| Autochtones d'Alaska | 95,1 | 14,8   | 0,9        |
| Blancs               | 4,9  | 66,7   | 72,4       |
| Autres               | 0    | 18,5   | 26,7       |
| Total                | 100  | 100    | 100        |
|                      |      |        |            |
| Latino-Américains    | 0    | 5,5    | 16,7       |

La population indigène est principalement composée d'Aléoutes.
Selon l'American Community Survey, pour la période 2011-2015, 36,5 % de la population âgée de plus de 5 ans déclare parler l'anglais à la maison, 57,1 % déclarent parler l'aléoute et 6,3 % le coréen.
| 1880 | 1890 | 1920 | 1930 | 1940 | 1950 |
| ---- | ---- | ---- | ---- | ---- | ---- |
| 236  | 132  | 56   | 103  | 89   | 85   |

| 1960 | 1970 | 1980 | 1990 | 2000 | 2010 |
| ---- | ---- | ---- | ---- | ---- | ---- |
| 119  | 88   | 93   | 73   | 92   | 61   |

## Sources et références
- (en) Cet article est partiellement ou en totalité issu de l’article de Wikipédia en anglais intitulé « Atka, Alaska » (voir la liste des auteurs).

1. ↑  (en) « Atka, Alaska (AK) detailed profile » [« Données sur Atka, Alaska »], sur le site city-data.com (consulté le 30 août 2018).
2. ↑  (en) « Atka (ville) », Geographic Names Information System.
3. ↑  (en) « Atka, AK Population - Census 2010 and 2000 », sur censusviewer.com (consulté le 2 mars 2016).
4. ↑  (en) « Population of Alaska - Census 2010 and 2000 », sur censusviewer.com (consulté le 2 mars 2016).
5. ↑  (en) « Language spoken at home by ability to speak English for the population 5 years and over », sur data.census.gov.
6. ↑  « Statistiques des États-Unis - Alaska - Profils des communautés de 2010 » (consulté en novembre 2020)